# Still Got Time
Still Got Time is een nummer van de Britse zanger Zayn uit 2017, in samenwerking met de Canadese rapper PartyNextDoor. Het is de eerste single van Icarus Falls, het tweede soloalbum van Zayn.
Naar eigen zeggen schreef Zayn het nummer voor zijn zus Waliyah. "Still Got Time" is een vrij rustige plaat dat een zomers geluid kent. Het nummer werd met een 24e positie een bescheiden hit in het Verenigd Koninkrijk. In Nederland was het met een 16e positie in de Tipparade iets minder succesvol. In Vlaanderen kwam het nummer tot een 3e positie in de Tipparade.